# Atlas linguistique de la France
Pour les articles homonymes, voir ALF.
L'Atlas linguistique de la France (ALF), appelé aussi Atlas Gilliéron, est un atlas linguistique mis en chantier entre 1897 et 1900 et publié entre 1902 et 1910. 
Il consiste en une collection de cartes permettant de suivre, à l'échelle de la France métropolitaine (Corse exceptée), la Suisse romande, la Wallonie, la Vallée d'Aoste, quelques vallées du Piedmont, et les îles Anglo-Normandes de 1900, la variation linguistique des différents dialectes des langues romanes (langue d'oïl, occitan, arpitan et catalan) parlées sur le territoire d'un point géographique d'enquête à l'autre. 
Les langues non romanes du territoire français (breton, basque, alsacien, francique et flamand) ne sont pas concernées par cet atlas.

## Historique
Entre 1897 et 1901, le linguiste suisse Jules Gilliéron et le philologue français Edmond Edmont réalisent les enquêtes pour l’Atlas linguistique de la France en parcourant en chemin de fer, en voiture et à pied les 638 localités du territoire gallo-roman, sauf Paris en raison du constat de l'époque que, à Paris, il ne se parlait pas une variété du français dialectal mais une variété du français populaire. Le point d'enquête le plus proche de Paris est le point 226 de l'Atlas, soit Le Plessis-Piquet (commune renommée depuis en Le Plessis-Robinson), en banlieue de Paris.
Depuis 1980, le CNRS publie un Atlas linguistique de la France par régions (ALFR) dont la rédaction par région est gérée localement par une équipe de spécialistes du parler local (voir par exemple Simoni (1978-1998)).

## Quelques cartes

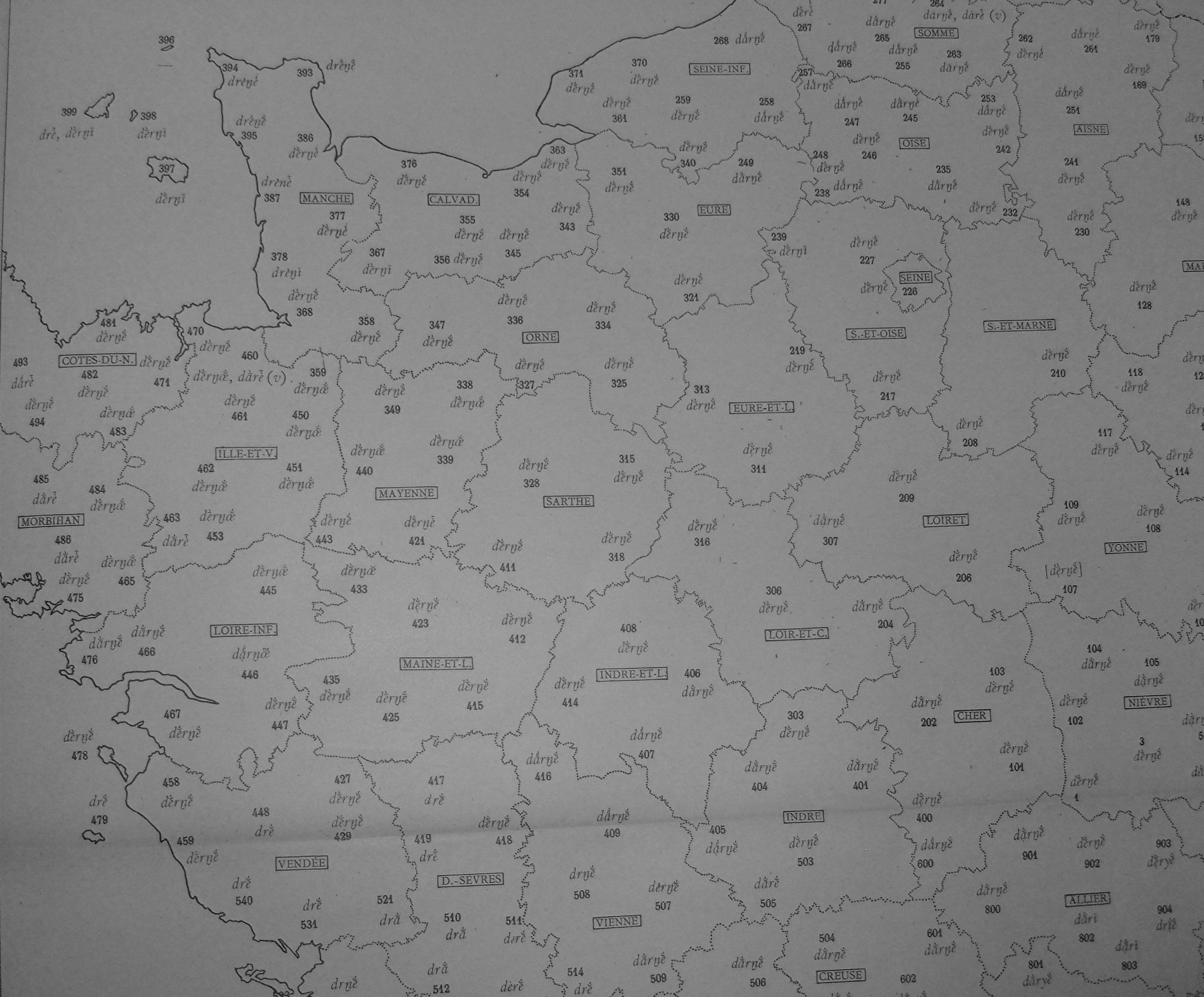
dernier

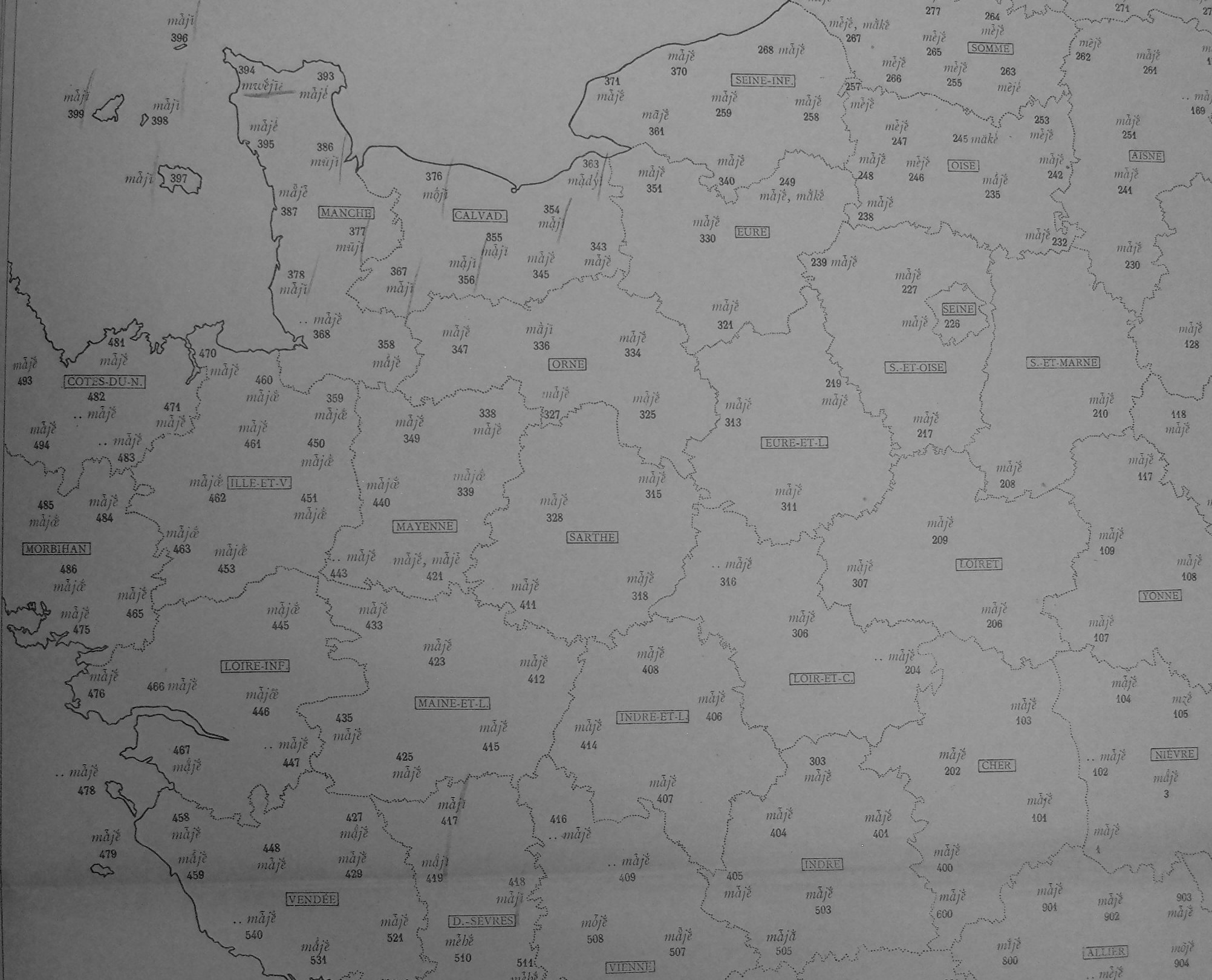
manger

## Graphie
Les symboles utilisés sont ceux de l’alphabet Rousselot-Gilliéron :
- voyelles : ‹ a e ė i o œ u ꭒ › ; avec les diacritiques indiquant la qualité de la voyelle : ò ouverte, ó fermée, ō longue, ŏ brève, õ nasale, o̩ tonique
- consonnes : ‹ b c ȼ ȼ̌ ĉ ç̂ d f ɡ h j k l l̮ ḷ l̮̣ m n n̮ p r r̂ ṛ s ṣ t v ẅ z ẓ ›

Note: ꭒ ou est un u avec un crochet à gauche : .